# Tipos de planeta
Esta lista apresenta as diferentes categorias de planetas e planetas extrassolares existentes.

## Por tamanho

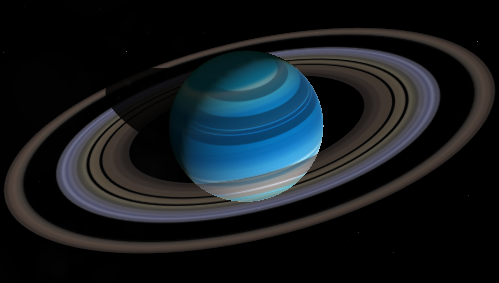
Gigante gasoso 16 Cygni Bb

- Gigante gasoso
- Planeta terrestre
- Planeta anão

## Por localização

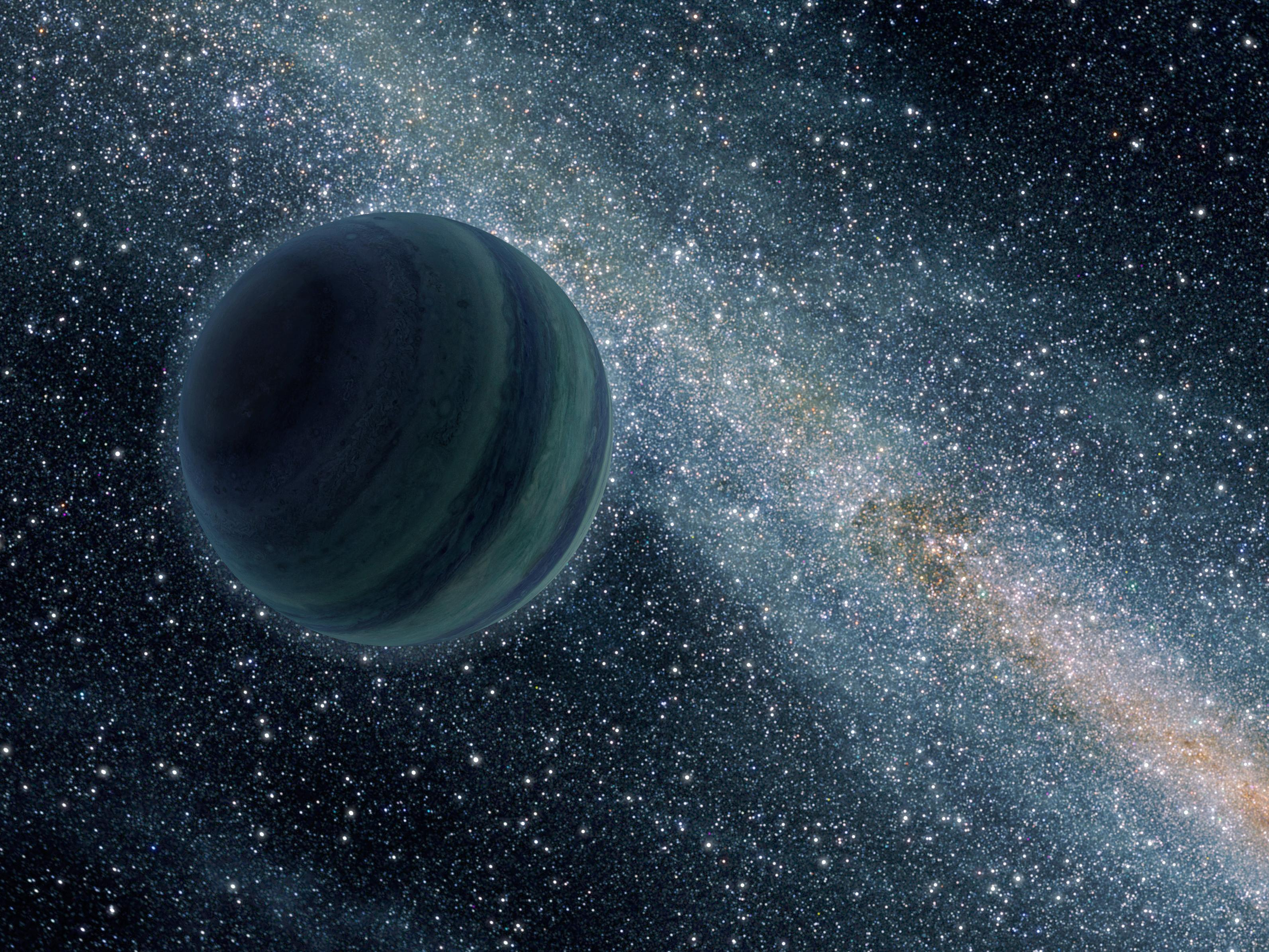
Planeta interestelar

- Planeta do Sistema Solar
- Planeta extrassolar
- Planeta interestelar
- Planeta extragaláctico
- Planeta intergaláctico

## De acordo com a órbita no sistema planetário
- Planeta Cachinhos Dourados
- Planeta troiano
- Planeta interno
- Planeta externo
- Planeta transnetuniano

## De acordo com o tipo da estrela hospedeira
- Planeta circumprimário
- Planeta circumbinário
- Planeta de pulsar

## De acordo com suas características físicas

### Planetas terrestres

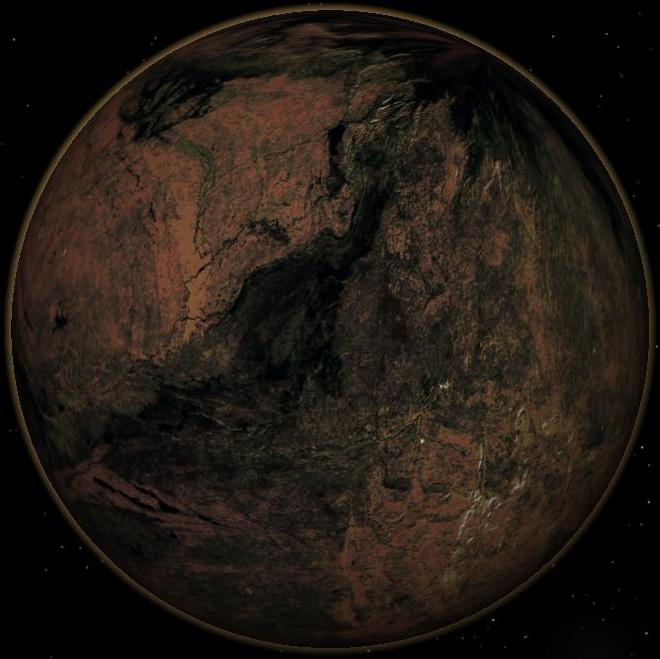
Planeta de carbono

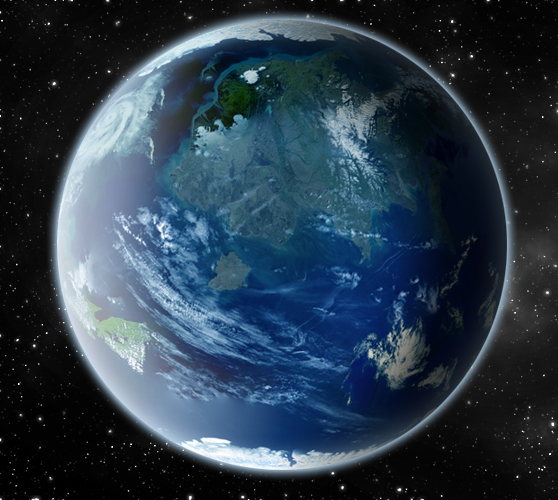
Planeta super-habitável

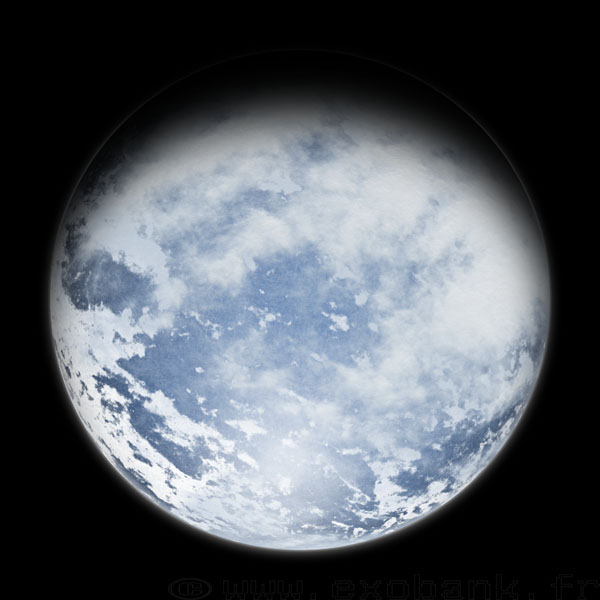
Planeta oceânico

Planeta ctônico

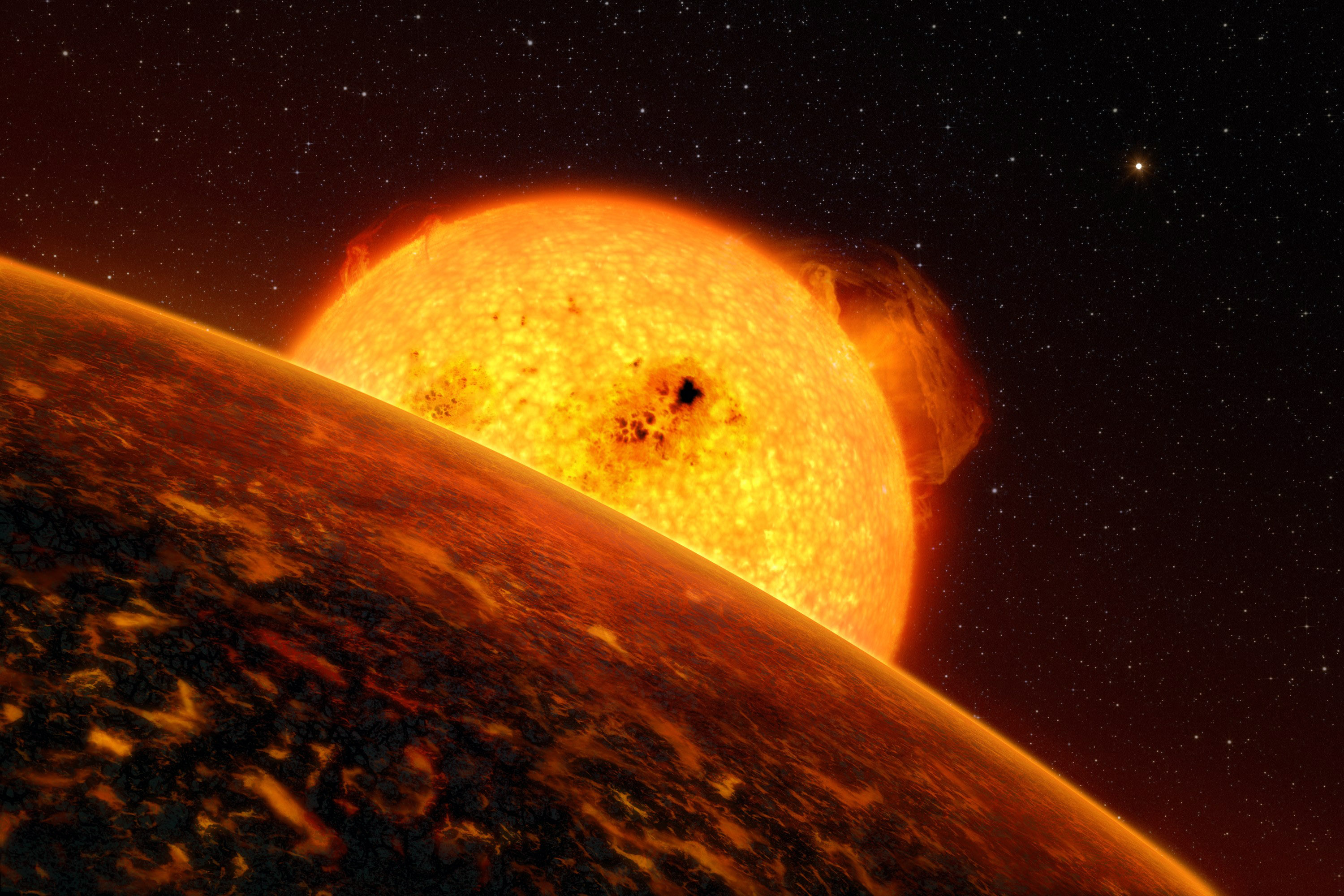
Planeta de lava

- Planeta estéril
- Planeta de carbono
- Planeta de ferro
- Planeta sem núcleo
- Planeta oceânico
- Planeta gelado
- Planeta sauna
- Planeta desértico
- Planeta de lava
- Subterra
- Superterra
- Megaterra
- Análogo à Terra
- Planeta super-habitável

### Planetas gasosos
- Gigante de carbono
- Planeta ctônico
- Júpiter excêntrico
- Planeta de hélio
- Júpiter quente
- Netuno quente
- Júpiter frio
- Netuno frio
- Mininetuno
- Anão gasoso
- Planeta inchado
- Superjúpiter

### Outros tipos
- Anã marrom
- Planeta duplo
- Gigante gelado
- Mesoplaneta
- Planetar
- Planemo
- Protoplaneta
- Subanã marrom
- Plutoide